# Virginia Raffaele
Virginia Raffaele (n. 27 septembrie 1980, Roma, Italia) este o moderatoare de televiziune italiană.